# Велень-Димбовіца (комуна)
Велень-Димбовіца, Велені-Димбовіца (рум. Văleni-Dâmbovița) — комуна у повіті Димбовіца в Румунії. До складу комуни входять такі села (дані про населення за 2002 рік):
- Велень-Димбовіца (2626 осіб) — адміністративний центр комуни
- Местякен (334 особи)

Комуна розташована на відстані 108 км на північний захід від Бухареста, 34 км на північний захід від Тирговіште, 142 км на північний схід від Крайови, 64 км на південний захід від Брашова.

## Населення
За даними перепису населення 2002 року у комуні проживали 2960 осіб, усі — румуни. Усі жителі комуни рідною мовою назвали румунську.
Склад населення комуни за віросповіданням:
| Релігія            | Кількість осіб | Відсоток |
| ------------------ | -------------- | -------- |
| православні        | 2797           | 94,5%    |
| адвентисти         | 102            | 3,4%     |
| бретрени           | 43             | 1,5%     |
| п'ятдесятники      | 14             | 0,5%     |
| не вказали релігію | 4              | 0,1%     |